# Mirosternus affinis
Mirosternus affinis är en skalbaggsart som beskrevs av Perkins 1910. Mirosternus affinis ingår i släktet Mirosternus och familjen trägnagare.

## Underarter
Arten delas in i följande underarter:
- M. a. suturalis
- M. a. affinis